# 大観峰
大観峰（だいかんぼう）は、熊本県阿蘇市にある山である。標高は935.9mである。
阿蘇北外輪山の最高峰であり、阿蘇カルデラやそのカルデラ壁、そして中央火口丘である阿蘇五岳をはじめ、九重連山も一望することができる。至近には国道212号がカルデラ内外を繋いでおり、「ミルクロード」（熊本県道45号）沿いの当山へのアクセスは容易で、駐車場も整備されている。阿蘇エリアで一、二を争う人気の展望スポットとして知られており、多くの観光客を集める。
「大観峰」の名は、1922年(大正11年)5月に、熊本県出身の明治の文豪・ジャーナリスト、徳富蘇峰によって命名された。古くは「遠見ヶ鼻」と呼称されていた。
地形的利点から熊本県内のテレビ放送局が阿蘇北中継局を設置しているほか、警察庁の無線中継所も設置されている。

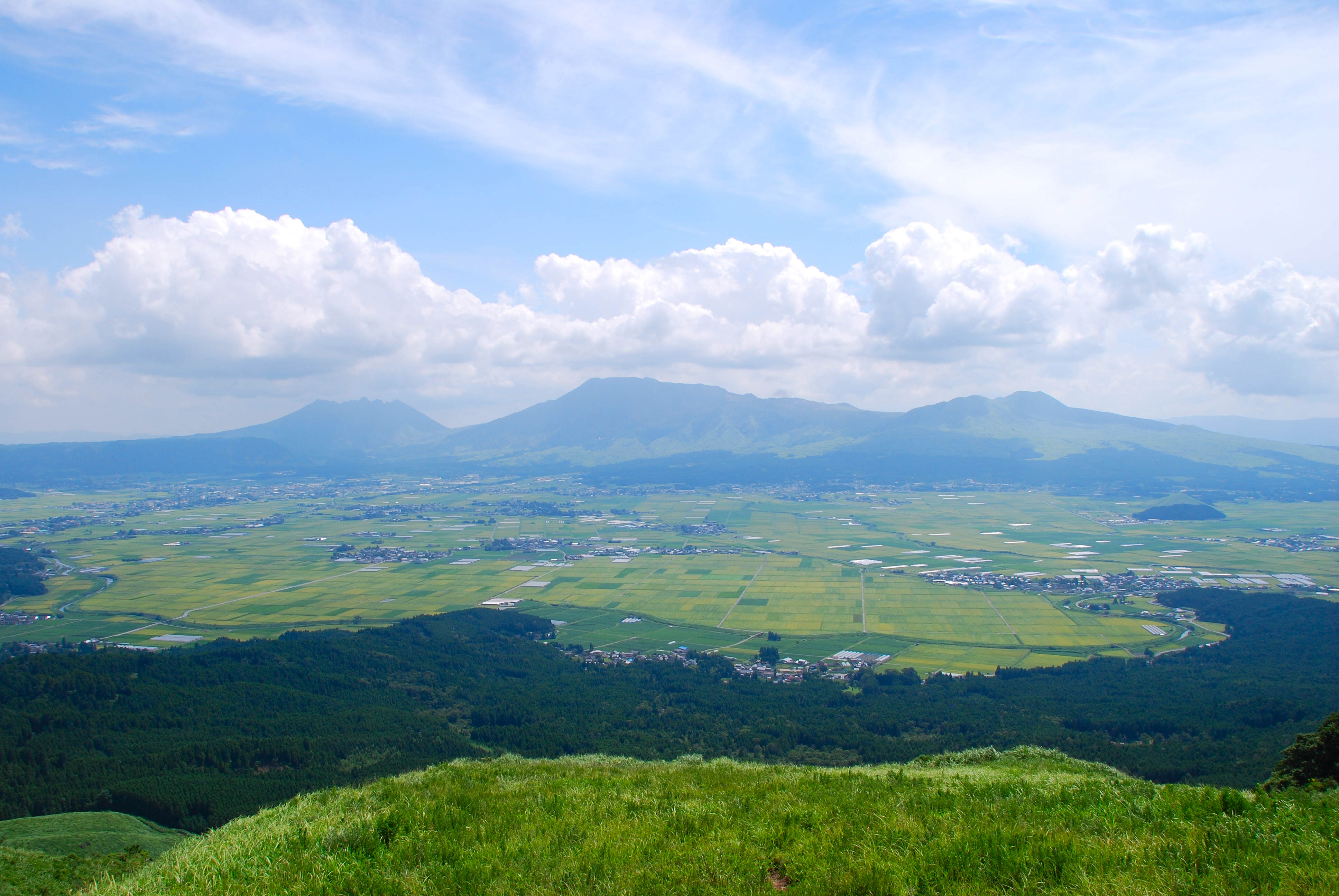
大観峰からの阿蘇カルデラと阿蘇五岳
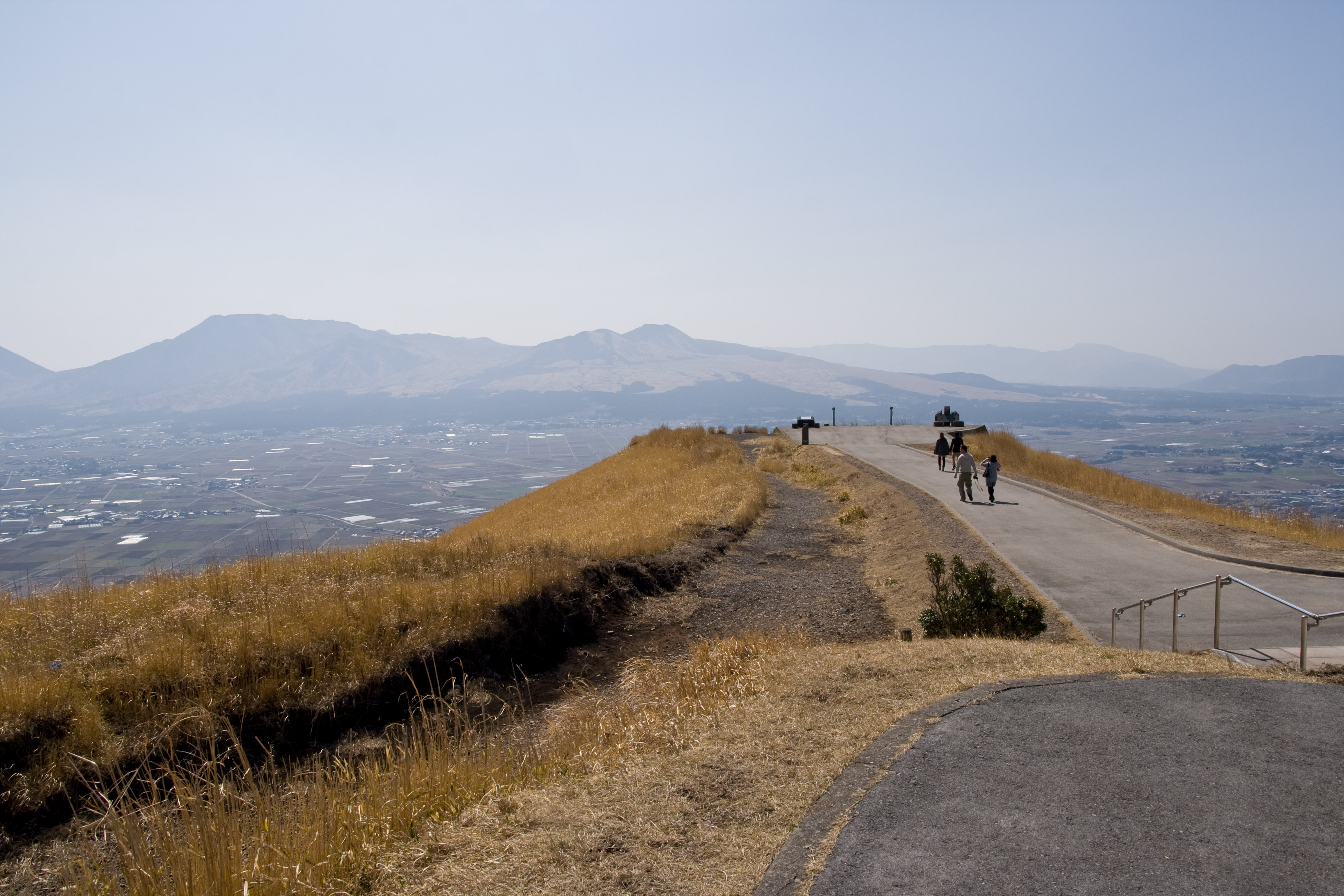
大観峰の遊歩道

## 交通アクセス
- JR九州豊肥本線阿蘇駅から九州産交バス杖立温泉行に乗車し「大観峰入口」下車。
- 九州自動車道熊本インターチェンジから40㎞。